# Papa-formiga-de-sobrancelha
Formigueiro-de-sobrancelha-branca ou papa-formiga-de-sobrancelhas (Myrmoborus leucophrys) é uma espécie de ave da família Thamnophilidae.
Pode ser encontrada nos seguintes países: Bolívia, Brasil, Colômbia, Equador, Guiana Francesa, Guiana, Peru, Suriname e Venezuela.
Os seus habitats naturais são: florestas subtropicais ou tropicais húmidas de baixa altitude e regiões subtropicais ou tropicais húmidas de alta altitude.